# Albert Bourla
Albert Bourla (griego : Άλμπερτ Μπουρλά, nacido el 21 de octubre de 1961) es un veterinario greco-americano de etnia  judía que es el presidente y consejero delegado de Pfizer, la compañía farmacéutica estadounidense. Se incorporó a la empresa en 1993 y ocupó varios cargos ejecutivos, entre otros el de director de operaciones, antes de convertirse en consejero delegado.
Además de las juntas directivas de Pfizer y de la Fundación Pfizer, ha desempeñado cargos o formado parte de las juntas directivas de la Organización de Innovación Biotecnológica, Catalyst, la Asociación para la Ciudad de Nueva York y la Investigación y Fabricantes Farmacéuticos de América. Bourla también es miembro del Business Council y de la Business Roundtable. Se relaciona a menudo con líderes empresariales como Bill Gates.
Bourla estuvo motivado por un amor temprano por los animales y la medicina y se le atribuye la remodelación de Pfizer, empresa centrada en la investigación y desarrollo de medicamentos protegidos por patentes. También se le atribuye la ayuda al desarrollo de Improvac, que erradica la reproducción del jabalí, y la reorientación de la división de vacunas de Pfizer para centrarse en el estafilococo, la infección por clostridioides difficile, enfermedades infantiles y la vacuna Pfizer-BioNTech COVID-19. 
Se opone a la intervención de los gobiernos en los precios farmacéuticos, con el argumento de que desincentivaría el gasto en el desarrollo de nuevos medicamentos. Se opone también a la elaboración de un índice internacional de precios farmacéuticos y a que se muestren los precios en los anuncios televisivos de medicamentos.

## Primeros años y educación
Bourla nació y se crio en Tesalónica, Grecia. Sus padres, que eran judíos sefardíes, se encontraban entre los 2.000 de los 50.000 judíos en Salónica que sobrevivieron al holocausto; su madre se encontraba a pocos minutos de la ejecución por un escuadrón de fusilamiento cuando se salvó mediante un rescate pagado a un funcionario del Partido Nazi por su cuñado no judío, mientras que su padre estaba fuera del gueto judío cuando les residentes fueron detenidos. en el campo de concentración de Auschwitz, se escondió y no volvería a ver nunca más a sus padres.
Bourla se unió a Sephardic Heritage International en DC (SHIN-DC) el 28 de enero de 2021, donde contó la historia de tragedia y supervivencia de su familia sefardí griega en la Conmemoración Anual del Congreso de la organización para el Día Internacional de Conmemoración del Holocausto, junto con los comentarios de Su Excelencia Alexander Papadopoulou: Embajador de Grecia en Estados Unidos.
Bourla obtuvo un doctorado en biotecnología de la reproducción en la Escuela de Veterinaria de la Universidad Aristóteles de Tesalónica Se fue de Grecia con su esposa cuando tenía 34 años después de un ascenso en Pfizer y desde entonces ha vivido en siete ciudades diferentes, en cuatro países diferentes.

## Carrera
Bourla se incorporó a Pfizer en 1993, primero como médico veterinario y director técnico de la división de sanidad animal de la empresa en Grecia.
En 2001 emigró a Estados Unidos.
Ocupó varios puestos ejecutivos en Zoetis (entonces conocida como Animal Health) y otras divisiones de Pfizer. De 2005 a 2009, se desempeñó como presidente de área de la división de Animal Health para Europa, África y Oriente Medio. En 2009 y 2010, supervisó la división de Europa, África y Asia Pacífico. En el último cargo, administró la fusión del negocio Fort Dodge Animal Health de Wyeth con Pfizer en estas regiones.
De 2010 a 2013, Bourla se desempeñó como presidente y gerente general de la Unidad de Negocios de Productos Establecidos de Pfizer. Allí, creó negocios para los medicamentos de la compañía que recientemente habían perdido la exclusividad de patente.
De enero de 2014 a enero de 2016, Bourla se desempeñó como presidente de grupo del negocio mundial de vacunas, oncología y salud del consumidor de Pfizer, donde dirigió el trabajo de Pfizer sobre medicamentos para el cáncer y el corazón, entre otros. y ayudó a lanzar Eliquis, un anticoagulante, e Ibrance, un medicamento para el tratamiento del cáncer de mama.
De febrero de 2016 a diciembre de 2017, fue presidente de grupo de Pfizer Innovative Health. En 2016, durante su mandato, los ingresos de Innovative Health aumentaron un 11%.
Bourla se convirtió en director de operaciones (COO) de Pfizer el 1 de enero de 2018, supervisando el desarrollo, la fabricación, las ventas y la estrategia de medicamentos de la compañía. Reestructuró Pfizer y escindió el negocio de atención médica al consumidor durante su mandato como director de operaciones.
Fue ascendido a director ejecutivo en octubre de 2018, a partir del 1 de enero de 2019, sucediendo a Ian Read, su mentor.
En febrero de 2019, Bourla fue uno de los siete directores ejecutivos de la industria farmacéutica que participó en una audiencia sobre los precios de los medicamentos recetados en los Estados Unidos con el Comité de Finanzas del Senado de los Estados Unidos.
En abril de 2019, en la ceremonia de entrega de los premios Prix Galien Greece, Geoffrey R. Pyatt, embajador de Estados Unidos en Grecia , le entregó el premio al "Líder griego preeminente" de la industria farmacéutica mundial.
En enero de 2020, Bourla asumió el cargo adicional de presidente ejecutivo, tras la jubilación de Ian Read.
En 2020, Bourla presionó a los empleados de Pfizer para el rápido desarrollo de una vacuna COVID-19 en asociación con la empresa alemana BioNTech, asegurándose de que sea segura y efectiva. Le dijo a su equipo que "los beneficios económicos no deberían impulsar ninguna decisión" con respecto a la vacuna. Se arriesgó a producir la vacuna Pfizer – BioNTech COVID-19 antes de la aprobación de la Administración de Alimentos y Medicamentos para que estuviera lista para enviarse inmediatamente después de la aprobación.
En 2020, fue clasificado como el principal CEO de Estados Unidos en la industria farmacéutica por Institutional Investor.

## Servicio de la Junta y membresías
Bourla ha sido miembro de la junta directiva de la Sección de Salud de la Organización de Innovación en Biotecnología , la asociación comercial de biotecnología más grande del mundo. Se unió a la junta directiva de Pfizer en febrero de 2018 y también forma parte de la junta de la Fundación Pfizer. Bourla es miembro de la junta de Catalyst, una organización mundial sin fines de lucro que promueve el avance de la mujer, la Asociación para la Ciudad de Nueva York, y la Investigación y Fabricantes Farmacéuticos de América (PhRMA), una asociación comercial que representa empresas de la industria farmacéutica en los Estados Unidos.
Bourla es miembro de The Business Council, una organización de líderes empresariales con sede en Washington D. C., y Business Roundtable, un grupo de directores ejecutivos de las principales corporaciones estadounidenses establecido para promover políticas públicas favorables a las empresas.
En noviembre de 2021, algunos blogs informaron que Bourla había sido arrestado. La afirmación ganó fuerza en las redes sociales, pero rápidamente se demostró que era falsa.

## Vida personal y actividad política
Bourla y su esposa viven en Scarsdale, Nueva York. Tiene dos hijos: una hija y un hijo. Recibió 21 millones de dólares como remuneración de Pfizer en 2020. En agosto de 2022, dio positivo en un test de covid-19. Anteriormente había recibido cuatro dosis de la vacuna comercializada por su empresa. Fue tratado con el medicamento Paxlovid de su empresa. El 24 de septiembre de 2022, volvió a dar positivo en un test.
Bourla está comprometido con sus raíces griegas. Mantiene una casa en Chalkidiki, que visita todos los veranos. Es partidario del club deportivo Aris Thessaloniki. Para beneficiar a Grecia, organizó donaciones de vacunas, ayuda médica para refugiados y más de $ 1 millón en medicamentos para ayudar a pacientes sin seguro. Estableció el Centro de Inteligencia Artificial de Pfizer en su ciudad natal, dirigió la participación de Pfizer en la Feria Internacional de Salónica, es amigo cercano de Geoffrey R. Pyatt, embajador de Estados Unidos en Grecia, y trajo al equipo de liderazgo de Pfizer a Grecia para reunirse con el primer ministro de Grecia. Kyriakos Mitsotakis.
Sus donaciones de dinero a políticos han sido principalmente para republicanos del noreste de los Estados Unidos o que se oponen a los controles sobre los precios de los medicamentos recetados en los Estados Unidos.
En diciembre de 2023, en el marco de la guerra de Gaza, criticó a las rectoras de la Universidad de Harvard, la Universidad de Pensilvania y el MIT por no haber acallado manifestaciones pro-palestinas que, según él, proferían discursos antisemitas.